# Panos Profitis
Panos Profitis (griechisch Πάνος Προφήτης; geb. 1988 in Athen) ist ein griechischer bildender Künstler. In seinen Werken, Installationen und Performances setzt er sich inhaltlich mit Formsprachen vergangener Kulturepochen oder auch religiöser Kunst auseinander. Für seine Plastiken verwendet er oft moderne industrielle Materialien wie Metalle, Gips, Beton oder Epoxidharz.

## Biographie
Panos Profitis kam 1988 in Athen zur Welt. 2013 erwarb er einen Bachelor of Arts an der Schule der Schönen Künste in Athen. Unterstützt durch ein Stipendium der Organisation NEON absolvierte er 2016 einen Masterstudiengang in Visual Arts an der Königlichen Akademie der Künste in Antwerpen.
Während der documenta 14 war Profitis künstlerischer Assistent der nigerianisch-belgischen Installationskünstlerin Otobong Nkanga.
Seit seiner ersten Einzelausstellung 2017 in der Antwerpener Galerie Annie Gentils ist er in einer Vielzahl internationaler Ausstellungen vertreten. Er kooperiert in Einzelprojekten auch mit Künstlerkollegen, so führte er mit der griechischen Aktionskünstlerin Dèspina Charitonidi mehrere Installationen und Performances durch. 
Für seine Plastiken verwendet der Künstler häufig Industriematerialien, unter anderem Aluminium, Eisen, andere Metalle, Gips, Beton und Epoxidharz.
Der Künstler lebt und arbeitet in Athen und Antwerpen.

## Projekte

„true to his own spirit“ Relief aus Aluminiumguss

Als Fellow der griechischen Kunstorganisation Artworks präsentierte Profitis 2018 in der Ex Dogana Galleria in Rom eine Reihe von Installationen und Skulpturen unter dem Titel „Turtle Soup“. Dabei kontrastierten und verschmolzen zeitgenössische Referenzen mit archaischen Symbolen.Thema war die Fragilität von Körper und Materie, Flüchtigkeit und Verletzlichkeit. In einer Performance gemeinsam mit Dèspina Charitonidi mischten sich, ausgehend von den Anekdoten rund um Aischylos’ Tod, Elemente mediterraner Rituale wie das traditionellen Tellerbrechen in Griechenland oder der Schwerttanz im antiken Kappadokien.
2018 war Profitis als Artist in Residence Protagonist des Initiator AiR Program in Elefsina, dem antiken Eleusis. Bei einem Spaziergang durch die Straßen beobachteten er und Despina Charitonidi den witterungsbedingten Zerfall einer Betonmauer, die jahrzehntelang den US-amerikanischen Stützpunkt umgeben hatte. Das Künstlerduo setzte den skulpturalen Wert der Oberflächen in Zusammenhang mit dem Zerfall, der im Laufe der Jahrtausende im Gebiet der archäologischen Stätten stattfand. Ihre Installation mit dem Namen „Clouds“ zeigte eine umgekehrte Mauer mit der paradoxen Verwendung von Betonstäben als Stützen. Für die Mauer verwendeten sie Alpha-Block, ein Material, das zu 80 % aus Luft besteht.
Die Einzelausstellung „Κωμωδία/Comoedia“, die 2023 in der Galerie The Breeder in Athen, präsentiert wurde, ist inspiriert von Dantes Göttlicher Komödie, Werken von Aristophanes, aber auch von den Stichen Gustave Dorés, religiöser Kunst, utopischer Philosophie (Morus, Mumford, Adorno) sowie Brechts komischen Anspielungen. Die Ausstellung interagiert mit der Architektur des Gebäudes und entfaltet sich auf drei konzeptionellen Ebenen – Unterwelt, die Gegenwart als das Irdische, daneben das Übernatürliche, eine utopische Sphäre, die zerbrochen ist. Die in Szene gesetzten Figuren zeichnen sich durch ihre Dualität aus: die Engelsfiguren besitzen Gliedmaßen, die scharf wie Klingen sind, und erscheinen aggressiv. Das helle Aluminium der Plastiken strahlt Kälte aus. Die Oberflächen sind auf den Vorderseiten sorgfältig bearbeitet, während die Rückseiten rau bleiben und die Spuren des Herstellungsprozesses zeigen.
Auf der Ausstellung „Laurus Nobilis: Chapters on Art and Life“, die 2025 vom Kunstverein Ludwigshafen organisiert wurde, war Profitis mit dem imposanten Relief „true to his own spirit“ ebenfalls in Aluminiumgusstechnik vertreten, in dem das Profil eines Mannes von der grotesken Gestalt eines Dämons überlagert wird.

## Ausstellungen (Auswahl)

### Einzelausstellungen
- 2017: Galerie Annie Gentils in Antwerpen[1]
- 2023: Κωμωδία/Comoedia bei The Breeder in Athen[3]

### Gruppenausstellungen
- 2013: Vertreter Griechenlands auf der Young Artist Biennial in Ancona[1]
- 2017: Teilnahme an europäischen Kunstmessen (Art Rotterdam, YIA Maastricht, Art Brussels)[2]
- 2018: „Turtle Soup“ mit Dèspina Charitonidi in der Ex Dogana Gallerie in Rom[3]
- 2020: „Hydra School Project“, kuratiert von Dimitrios Antonitsis[2]
- 2021: „Prizing Eccentric Talents“, Pet Projects Athen[3]
- 2022: „Epistemologies of the Sun“, kuratiert von Marina Fokidis in der Rebbeca Camhi Gallery (Athen)[2]
- 2022: „Cycladic Cafe Art Project“ am Cycladic Museum[3]
- 2022: „A Midsummer Night’s Dream“ im Alkinois[3][9]
- 2022: „Mythologies | New Terrains“ im Kulturzentrum der Stavros-Niarchos-Stiftung (SNFCC) Athen[2]
- 2023: „Unboxing Maria Callas“ im SNFCC[3]
- 2023: „Chapter 9: Cult / Stone / Image / Projection, Chapelle de Boondael“ in The Agprognostic Temple Brussels[10]
- 2025: „Laurus Nobilis: Chapters on Art and Life“, Kunstverein Ludwigshafen[11]

## Auszeichnungen
- 2016: Hugo Roelandt Price der Koninklijke Academie voor Schone Kunsten[2]
- 2018: Artist in Residence des Initiator AiR Program in Elefsina[2]
- 2018: Artworks Fellow der SNF Artist Fellowship[2]